# Saint-Clar-de-Rivière
Saint-Clar-de-Rivière (okzitanisch: Sent Clar de Ribèra) ist eine französische Gemeinde mit 1.664 Einwohnern (Stand: 1. Januar 2022) im Département Haute-Garonne in der Region Okzitanien (zuvor Midi-Pyrénées). Saint-Clar-de-Rivière gehört zum Arrondissement Muret und zum Kanton Muret. Die Einwohner werden Saint-Clarais genannt.

## Geografie
Saint-Clar-de-Rivière liegt in der historischen Provinz Savès, etwa acht Kilometer westlich von Muret. An der östlichen Gemeindegrenze verläuft der Fluss Touch, im Norden sein Zufluss Saudrune. Saint-Clar-de-Rivière wird umgeben von den Nachbargemeinden Saint-Lys im Norden, Lamasquère und Muret im Osten, Labastidette im Osten und Südosten, Lherm im Süden, Cambernard im Westen und Südwesten sowie Sainte-Foy-de-Peyrolières im Nordwesten.

## Bevölkerungsentwicklung
| Jahr                      | 1962 | 1968 | 1975 | 1982 | 1990 | 1999 | 2006 | 2013 |
| Einwohner                 | 316  | 350  | 503  | 585  | 743  | 872  | 1093 | 1210 |
| Quelle: Cassini und INSEE |      |      |      |      |      |      |      |      |

## Sehenswürdigkeiten
- Kirche Saint-Clair
- Schloss Saint-Clair-de-Rivière, seit 1991 Monument historique

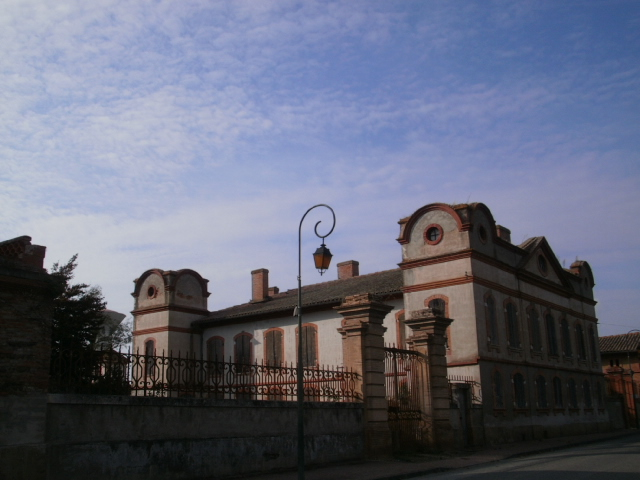
Schloss Saint-Clair-de-Rivière

## Persönlichkeiten
- Auguste Zamoyski (1893–1970), Bildhauer